# El canillita y la dama
El canillita y la dama es una película argentina en blanco y negro dirigida por Luis César Amadori sobre su propio guion escrito en colaboración con Antonio Botta que se estrenó el 8 de junio de 1938 y que tuvo como protagonistas a Luis Sandrini y Rosita Moreno. Una nueva versión titulada El caradura y la millonaria fue dirigida por Enrique Cahen Salaberry en 1971.

## Sinopsis
Un vendedor callejero de periódicos finge ser hijo de un hombre rico y se enamora de su supuesta hermana.

## Reparto
- Luis Sandrini
- Rosita Moreno
- Lalo Bouhier
- Sara Olmos
- Miguel Gómez Bao
- Juan Mangiante
- Armando de Vicente
- Eduardo Sandrini
- Aurelia Ferrer
- María Esther Buschiazzo

## Comentarios
La crónica de La Nación dijo de la película que “No sube su inspiración en nuestro ambiente, sino en el de esos espumosos films norteamericanos que con ligera frivolidad nos llevan a un mundo de millonarios … (del) mundo alado de Frank Capra”. Claudio España en su biografía de Amadori en la colección “Los directores del cine argentino” opinó: “Comedia moderna, de final previsible y asunto antiguo pero con mucha frescura narrativa” y por su parte Manrupe y Portela escriben: "Un buen Sandrini de la primera época y en lo que mejor sabía hacer, bien aprovechado por el director en su primer trabajo juntos”.